# Ak-Orda-Palast
Der Ak-Orda-Palast (kasachisch Ақ Орда, Aq Orda, russisch Ак Орда) ist der offizielle Sitz des Präsidenten Kasachstans. Er befindet sich in der kasachischen Hauptstadt Astana am Ufer des Flusses Ischim, direkt am östlichen Ende des Nurschol-Boulevards, an dem sich auch der Bajterek-Turm, das Wahrzeichen der Stadt, befindet. Offiziell präsentiert wurde das Bauwerk nach dreijähriger Bauzeit am 24. Dezember 2004 von Nursultan Nasarbajew.

## Beschreibung

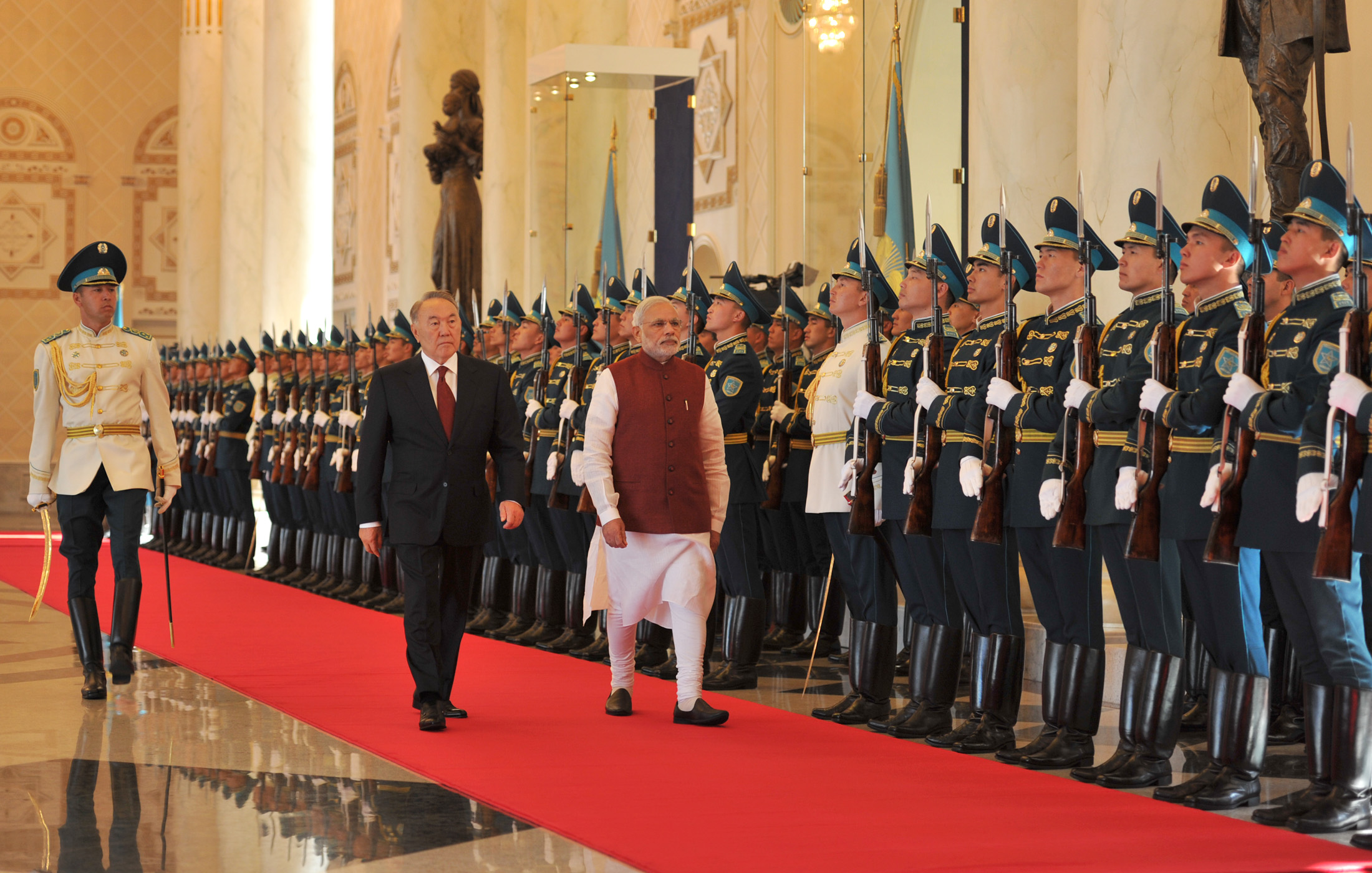
Nasarbajew empfängt Narendra Modi im Ak-Orda-Palast

Das monumentale Regierungsgebäude wurde durch Stahlbetonbauweise erbaut. Die aus italienischem Marmor gefertigte Fassade wird maßgeblich durch die großen Fenster bestimmt. Die Außenverkleidung mit Marmor ist zwischen 20 und 40 Zentimetern dick. Auf dem Dach des Bauwerks schließt sich eine große blau-goldene Kuppel an, auf der eine goldene Spitze befestigt ist. Auf dem oberen Ende dieser Spitze befindet sich eine goldene Sonne mit 32 Sonnenstrahlen; außerdem umfasst es einen Steppenadler, der sich mit ausgebreiteten Flügeln unterhalb der Sonne befindet. Diese beiden Symbole finden sich auch auf der kasachischen Flagge wieder. Auf Höhe der fünften Etage ist das kasachische Staatswappen zu sehen und darüber auf dem Dach ist ein Fahnenmast mit der kasachischen Flagge montiert.
Die Gesamthöhe mit der Spitze beträgt 80 Meter. Der Ak-Orda-Palast besteht aus fünf Stockwerken, von denen das Erdgeschoss eine Höhe von zehn Metern aufweist und die vier restlichen jeweils nur fünf Meter hoch sind.
Im Inneren des Palastes befindet sich im Erdgeschoss das große Foyer. Es umfasst eine Fläche von 1800 Quadratmetern ausgestattet mit Granitboden. Der erste Stock des Gebäudes umfasst einen Festsaal für offizielle Veranstaltungen des Präsidenten, einen Raum für Pressekonferenzen und einen Wintergarten. Das zweite Stockwerk wird vollständig als Bürofläche genutzt. Im dritten Geschoss befinden sich mehrere Säle für verschiedene Anlässe. Einer dieser Säle ist der Marmorsaal. Dieser wird zum Unterschreiben von Dokumenten bei offiziellen Besuchen, für Gipfeltreffen des Präsidenten mit ausländischen Staatsoberhäuptern und Regierungschefs oder auch für die Vergabe von staatlichen Auszeichnungen verwendet. Ein Weiterer ist der Goldene Saal, der für nicht öffentliche Treffen des kasachischen Präsidenten mit ausländischen Gästen benutzt wird. Im vierten Stockwerk gibt es den Kuppelsaal für Sitzungen von Gipfeltreffen des Präsidenten Kasachstans mit Vertretern der Ministerien und Ämter, Parteien, Bewegungen und Intellektuellen der Republik Kasachstan. Außerdem gibt es den Konferenzraum und den Tagungsraum sowie eine Bibliothek und weitere Büros.

## Trivia

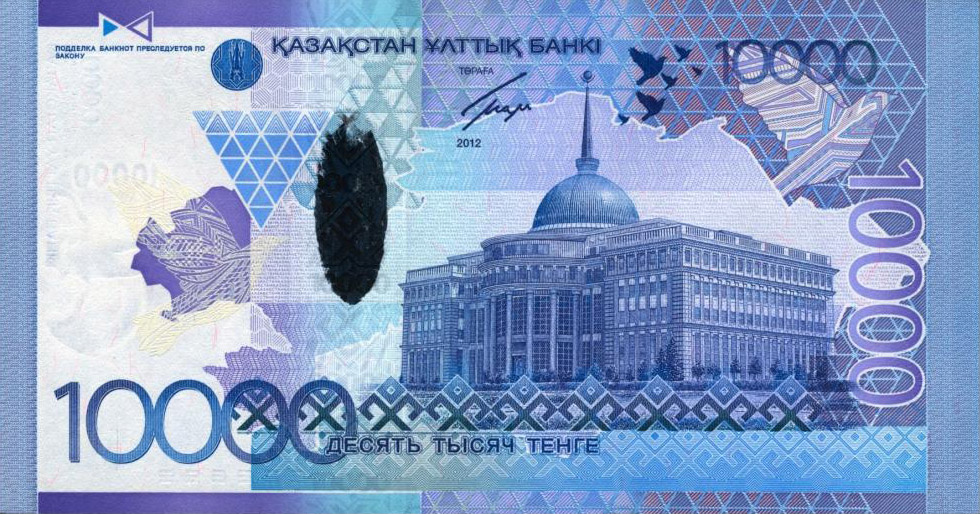
10.000-Tenge-Banknote (2012)

- Die Bezeichnung Ak Orda stammt von dem orientalischen Namen des ersten Staates auf dem heutigen kasachischen Staatsgebiet. Er bezieht sich auf die Weiße Horde (kas. Ақ Орда /Aq Orda[2]).
- Der Ak-Orda-Palast ist auf dem 10.000-Tenge-Geldschein der Banknotenserie von 2011/12 abgebildet.[3]